# Gussignies
Gussignies é uma comuna francesa na região administrativa de Altos da França, no departamento do Norte. Estende-se por uma área de 3.46 km². Em 2010 a comuna tinha 339 habitantes (densidade: 98 hab./km²).